# 硬盘盘片

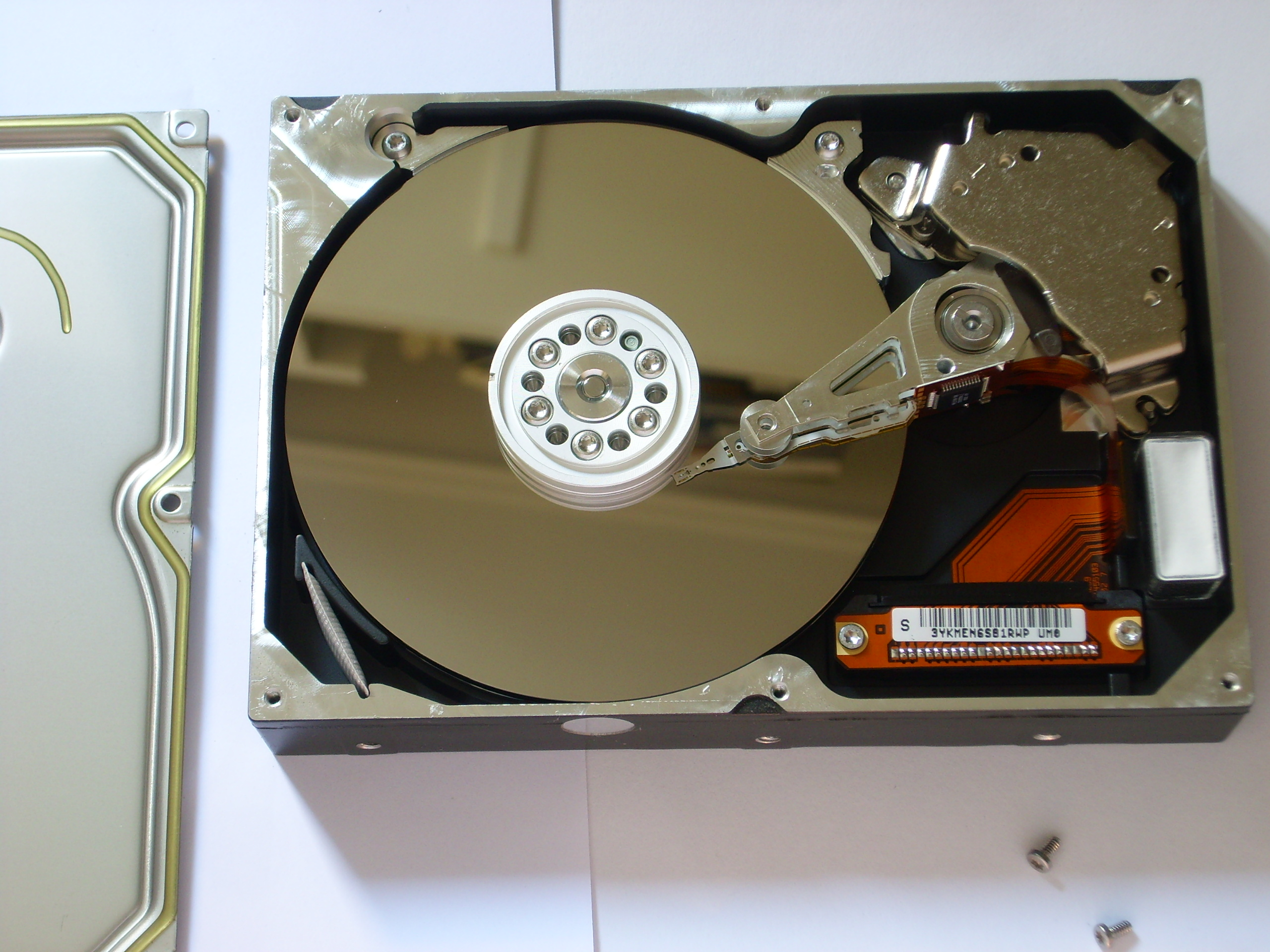
硬盤的盘片

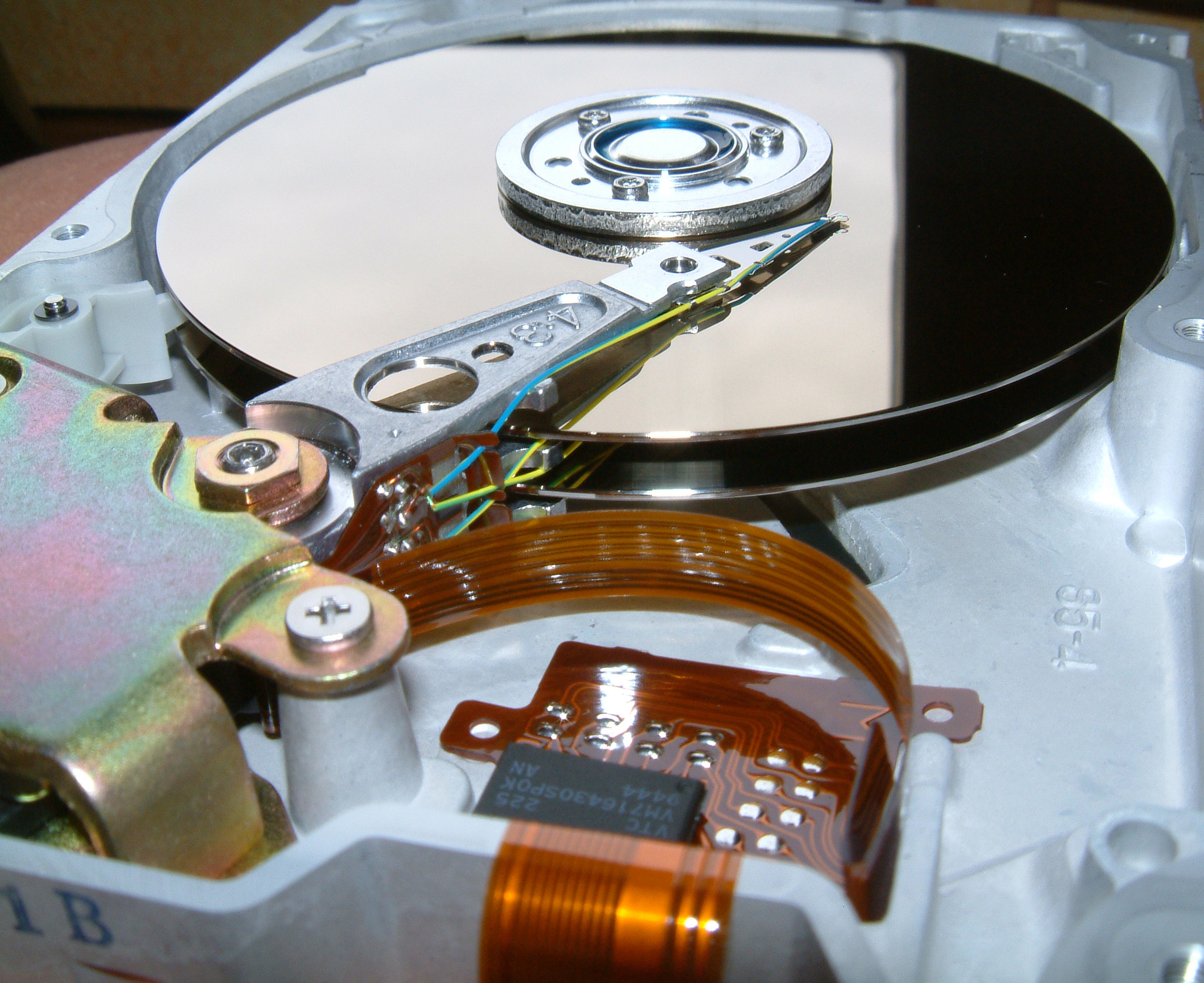
硬盘的内部视图

硬盘盘片是硬盘中用來存储磁性数据的圆形磁盘。硬盘驱动器中的盘片是由刚性材料製成，这也是硬盘名稱的由来，而软盘則是由柔性材料組成。硬盘的一個主轴上通常能安裝好幾個盘片。一个盘片的雙面均能存儲信息，因而每个盘片需要两个磁头來讀取和寫入數據。